# اسپرینگ ریج (مریلند)
اسپرینگ ریج (به انگلیسی: Spring Ridge) شهری در ایالت مریلند کشور ایالات متحده آمریکا است که جمعیت آن در سرشماری سال ۲۰۱۰ میلادی، ۵٬۷۹۵ نفر بوده‌است.